# Cornique
Cet article possède un paronyme, voir Kórnik.
Le cornique (autonyme : Kernewek ou Kernowek) est une langue celtique insulaire (groupe brittonique) de la famille des langues indo-européennes, parlée en Cornouailles, au Royaume-Uni (à ne pas confondre avec le cornouaillais qui est le dialecte breton parlé en Cornouaille, sans s, en Bretagne).
La langue a cessé de se transmettre au XVIIIe siècle et les derniers locuteurs natifs sont vraisemblablement morts au début du XIXe siècle. Cependant, le cornique a connu au XXe siècle une renaissance. Il y a maintenant des livres et des revues publiés en cornique qui est redevenu une langue vivante avec des locuteurs natifs élevés en cornique contemporain. Depuis 2010, il y a une école cornique à Penryn (en cornique Penrynn).

## Histoire

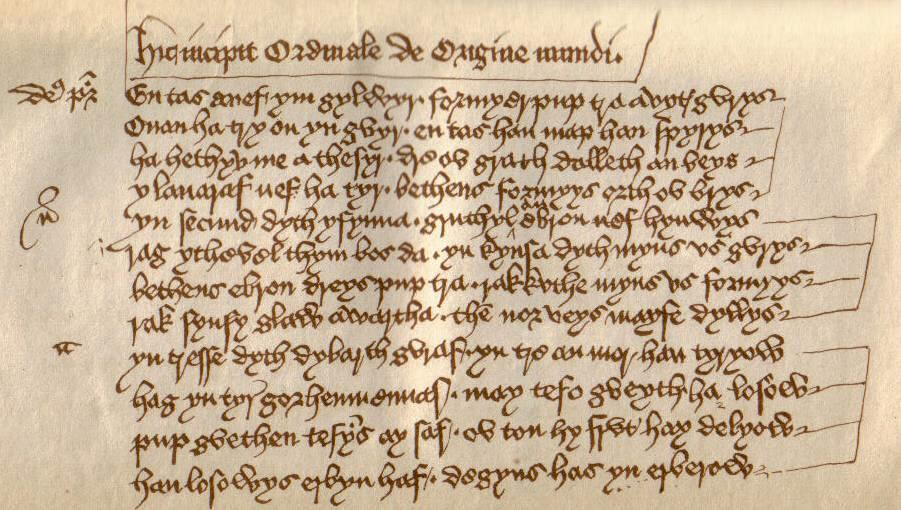
Un extrait de lOrigo Mundi, une pièce de théâtre cornique médiévale

Recul de la langue cornique entre 1300 et 1750.

Après l'arrivée des envahisseurs saxons, la zone contrôlée par les Bretons du sud-ouest est progressivement réduite par l'expansion du Wessex et le brittonique parlé en Domnonée insulaire se retrouve refoulé vers les Cornouailles dès la période du vieux cornique (800-1200). La première trace écrite de cette langue figure dans une copie du dialogue latin Consolation de Philosophie de Boèce. Une glose ajoutée au IXe siècle indique ud rocashaas, c'est-à-dire « il [l'esprit] hait les endroits obscurs ».
Néanmoins, la langue cornique continue à se développer au début de la période du moyen cornique (1200-1600) pour atteindre un pic d'environ 39 000 locuteurs au XIIIe siècle, après quoi le nombre commence à diminuer. Au fil du temps, la population s'anglicise, surtout à partir du XVIe siècle et de l'imposition de la liturgie en anglais en 1549. Selon la tradition, le décès, en 1777, de Dolly Pentreath, marchande de poissons et dernière locutrice monolingue connue, aurait fait du cornique une langue morte. Ses dernières paroles auraient été : « Me ne vidn cewsel Sawznek ! » (« Je ne parlerai pas l'anglais ! »). Mais on suppose qu'elle parlait un peu d'anglais et qu'elle n'était donc pas la dernière locutrice monolingue ; il s'agirait plutôt d'un certain Chesten Marchant, réputé dernier locuteur monolingue, qui mourut en 1676.
L'existence de locuteurs du cornique est encore attestée au cours du XIXe siècle, et les pêcheurs de la région continuaient de compter en cornique jusqu'aux années 1940. On a retrouvé un certain usage traditionnel du cornique parmi les mineurs des mines de charbon. Mais toujours est-il que Dolly Pentreath comptait avant le XXe siècle au nombre des dernières personnes capables de parler la langue couramment.
Des tentatives de faire revivre la langue existent depuis le début du XXe siècle, notamment dans des services religieux, des cours pour adultes ou pour enfants (dans quelques écoles primaires et secondaires). Plusieurs centaines de personnes ont ainsi acquis une certaine compétence en cornique, et des milliers y ont été exposés[réf. nécessaire].

## Statut actuel et répartition

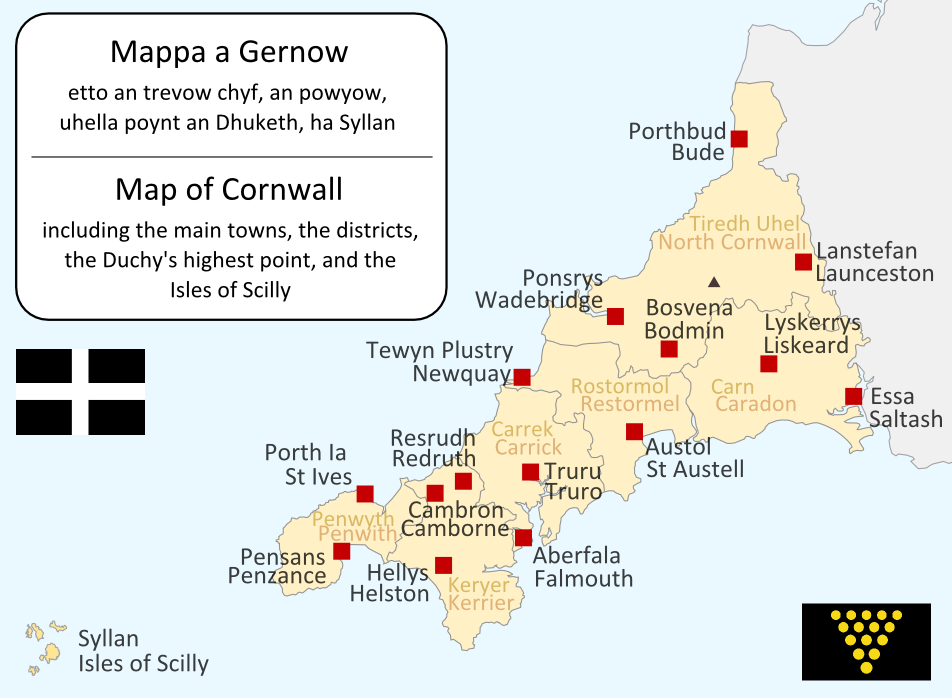
Carte des Cornouailles en cornique.

Créé en 2005, le Partenariat pour la langue cornique est un office qui a pour mission de promouvoir le cornique. En 2008, il existe environ 3 500[réf. nécessaire] personnes en Cornouailles et dans le reste du monde capables de s'exprimer en cornique. Il existe des écoles bilingues du nom de Dalleth, équivalent des écoles Diwan de breton par immersion en Bretagne. En juillet 2002, la langue cornique a été officiellement reconnue par les autorités du Royaume-Uni selon la Charte européenne des langues régionales ou minoritaires - c'est la seule langue régionale reconnue en Angleterre, car les Cornouailles ne bénéficient d'aucun statut comparable à celui du Pays de Galles ou de l'Écosse.
En avril 2014, la population parlant cornique est reconnue par les autorités du Royaume-Uni comme un peuple de minorité nationale tel que défini dans la Convention-cadre pour la protection des minorités nationales.
On retrouve du cornique dans des noms propres (patronymes et toponymes) et certains mots du parler anglais de Cornouailles.
Dans l'Atlas UNESCO des langues en danger dans le monde, le cornique n'est plus considéré comme éteint depuis 2010, mais seulement comme une langue en danger d'extinction.
- Locuteurs du cornique enregistrés à Truro.
- 2015.
- 2016.

## Orthographes
Le cornique revitalisé possédait trois orthographes, avant qu'elles ne soient réunifiées. La première (Kernewek Unys ou Unified Cornish, « cornique unifié ») fut définie par Robert Morton Nance, auteur du premier dictionnaire cornique contemporain, et repose sur une régularisation de l'orthographe du cornique médiéval. Les deux autres émergèrent pendant les années 1980 : l'une ayant pour but de représenter les sons du cornique médiéval d'une manière plus phonétique (Kernewek Kemmyn, « cornique commun »), et l'autre prenant pour base le cornique du XVIIIe siècle (Curnoack ou Modern Cornish, « cornique moderne »).
Finalement, une orthographe standard commune a été élaborée en 2008, dénommée Furv Skrifys Savonek (« forme écrite standard »).

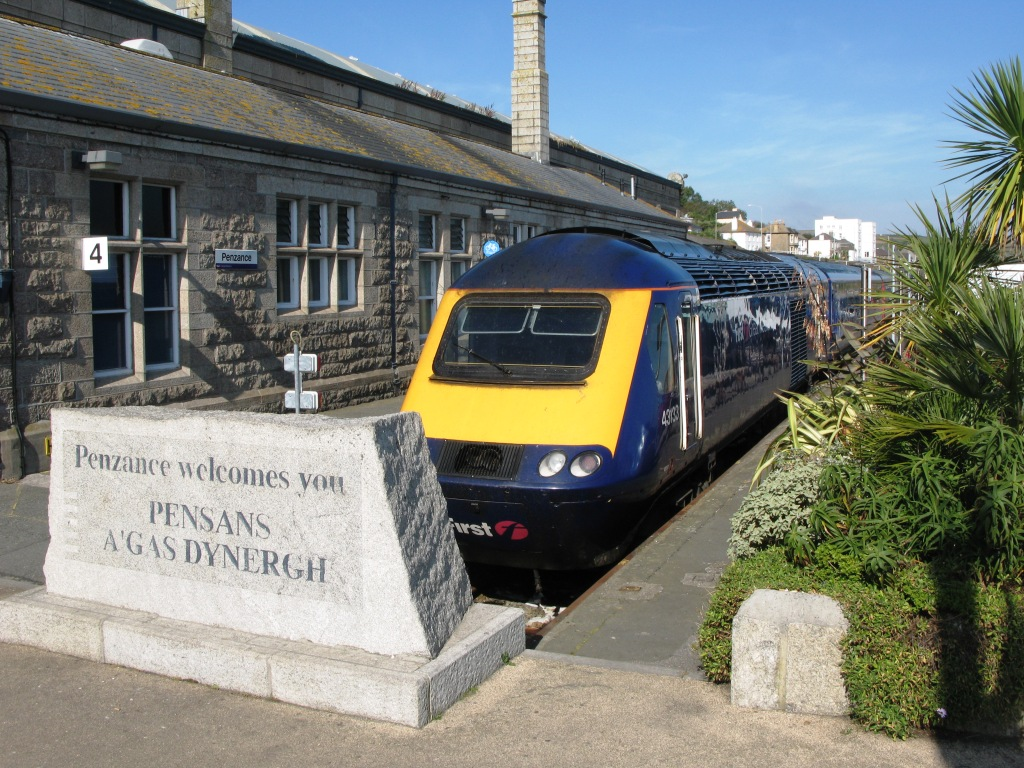
Bienvenue en anglais et en cornique à Penzance.

## Grammaire
La syntaxe est très proche de celle du breton. La phonétique du cornique est aussi relativement proche de celle du breton, mais plus archaïque, proche par certains aspects du breton vannetais. Le vocabulaire se distingue davantage (bien qu'il soit malgré tout plus apparenté au breton que ne l'est celui du gallois) : il existe nombre de mots qui n'existent ni en gallois ni en breton et des emprunts à l'anglais (médiéval ou moderne) assez nombreux.
Joseph Loth, au début du XXe siècle, estimait même que le cornique et le breton étaient deux dialectes d'une même langue. Il disait : « Le cornique moyen est sans aucun doute plus proche du breton en général que le dialecte breton moderne de Quiberon ne l'est de celui de Saint-Pol-de-Léon. » Au vu des différences de la grammaire et de la syntaxe, cette affirmation n'est plus considérée comme exacte.

## Vocabulaire
Ce tableau montre plusieurs mots en cornique (forme écrite standard) avec des équivalents en gallois et en breton.
| Cornique | Gallois        | Breton                   | Français    |
| -------- | -------------- | ------------------------ | ----------- |
| Kernewek | Cernyweg       | Kerneveureg              | cornique    |
| gwenenen | gwenynen       | gwenanenn                | abeille     |
| kador    | cadair         | kador/kadoer             | chaise      |
| keus     | caws           | keuz / fourmaj           | fromage     |
| en-mes   | allanfa/mas    | er-maez                  | au-dehors   |
| kodha    | cwympo         | kouezhañ                 | tomber      |
| gaver    | gafr           | gavr                     | chèvre      |
| chi      | tŷ             | ti                       | maison      |
| gweus    | gwefus         | gweuz / muzell           | lèvre       |
| aber     | aber/genau     | aber                     | estuaire    |
| niver    | rhif/nifer     | niver                    | nombre      |
| peren    | gellygen/peren | perenn                   | poire       |
| skol     | ysgol          | skol                     | école       |
| megi     | ysmygu         | mogediñ                  | fumer       |
| steren   | seren          | steredenn                | étoile      |
| hedhyw   | heddiw         | hiziv                    | aujourd'hui |
| hwibana  | chwibanu       | c'hwibanat / c'hwitellañ | siffler     |
| lowarn   | llwynog        | louarn                   | renard      |

## Exemple de texte en cornique

### Pwyll Pendeuic Dyued
(Début de la traduction en cornique du texte mythologique gallois. Orthographe officielle FSS de 2008.)
Pwyll Pensevyk Dyfed o arludh war seyth keverang Dyfed. Hag ev ow tryga yn Arberth, y benn-lys, hwans o dhodho mos helghya. An rann a'y dyr a vynna helghya ynno o Glyn Cuch, ha'n nos na ev eth war y hens a Arberth ha dos bys dhe Llwyn Diarwyd. Hag ena y feu an nos na. Ha ternos, yn yowynkneth an jedh, sevel a wrug ha dos dhe Lyn Cuch, rag dyllo y geun y'n koos. Y hwethas an korn ha dalleth an helva, ha holya y helgeun, ha kelli y geskowetha. Hag ev ow koslowes orth lev y vagas-hel, y klewas lev nep bagas aral hag y nyns ens unnlev, hag yth esens ow tos erbynn y vagas ev.
Hag ev a welas lannergh y'n koos, o leven y don. Ha pan dheuth y helgeun dhe vyn an lannergh, ev a welas karow arag an bagas-hel aral. Hag yn ogas dhe gres an lannergh, ottena'n bagas esa war y lergh ow talhenna ynno ha'y dewla dhe'n dor. Ena y firas orth liw an keun, heb prederi a viras orth an karow. Hag a'n helgeun oll re welsa y'n bys, bythkweth ny welsa keun o unnliw gansa i. Ha'ga liw o gwynn golow splann ha'ga diwskovarn o kogh. Ha kepar del derlentri gwynnder an keun yndella y terlentri koghter aga diwskovarn. Gans henna ev a gerdhas dhe'n keun ha chassya dhe ves an re na a ladhsa an karow, ha bosa y geun y honan war an karow.

### L'hymne de Cornouailles:Bro Goth agan Tasow
| Cornique                                     | Traduction                                                    |
| -------------------------------------------- | ------------------------------------------------------------- |
| Bro goth agan tasow, dha fleghes a'th kar,   | Pays ancien de nos pères, tes enfants t'aiment,               |
| Gwlas ker an howlsedhes, pan vro yw dha bar? | Cher pays de l'ouest, quel pays est ton égal ?                |
| War oll an norvys 'th on ni skollys a-les,   | Partout dans le monde, nous nous sommes dispersés,            |
| Mes agan kerensa yw dhis.                    | Mais notre amour est pour toi.                                |
| Kernow, Kernow y keryn Kernow;               | Cornouailles, Cornouailles, nous aimons la Cornouailles;      |
| An mor hedre vo yn fos dhis a-dro            | Aussi longtemps que la mer formera un rempart sur nos rivages |
| 'Th on onan hag oll rag Kernow!              | Nous sommes tous unis pour la Cornouailles !                  |